# Ex profeso
Ex profeso (en latín: ex professo) es una locución adverbial de origen latino que se emplea en español con el significado de «a propósito, con intención, deliberadamente». Apareció registrada por primera vez en el diccionario usual de la Real Academia Española en 1803, ya con una sola ese en «profeso» (professo en latín).
Es común su aparición en textos literarios o en actas policiales. 

## Ejemplo de uso
Las pistolas con que se habían de fusilar eran de D. Andrés Borrego, armas construidas ex profeso para lances de honor
Benito Pérez Galdós, De Oñate a la Granja (1876).